# Жак Морель (веслувальник)
жак Морель (фр. Jacques Morel, 22 вересня 1935) — французький академічний веслувальник.
Срібний призер Олімпійських Ігор 1960 (розпашні четвірки зі стерновим), 1964 (розпашні двійки зі стерновим) років.
Срібний призер Чемпіонату світу 1966 року в складі розпашної двійки зі стерновим, бронзовий призер 1962 року в складі вісімки.